# غونهورن (كورنوال)
غونهورن (بالإنجليزية: Goonhavern)‏ هي قرية تقع في المملكة المتحدة في كورنوال. يقدر عدد سكانها بـ 1,060 نسمة .